# Номер ИМО

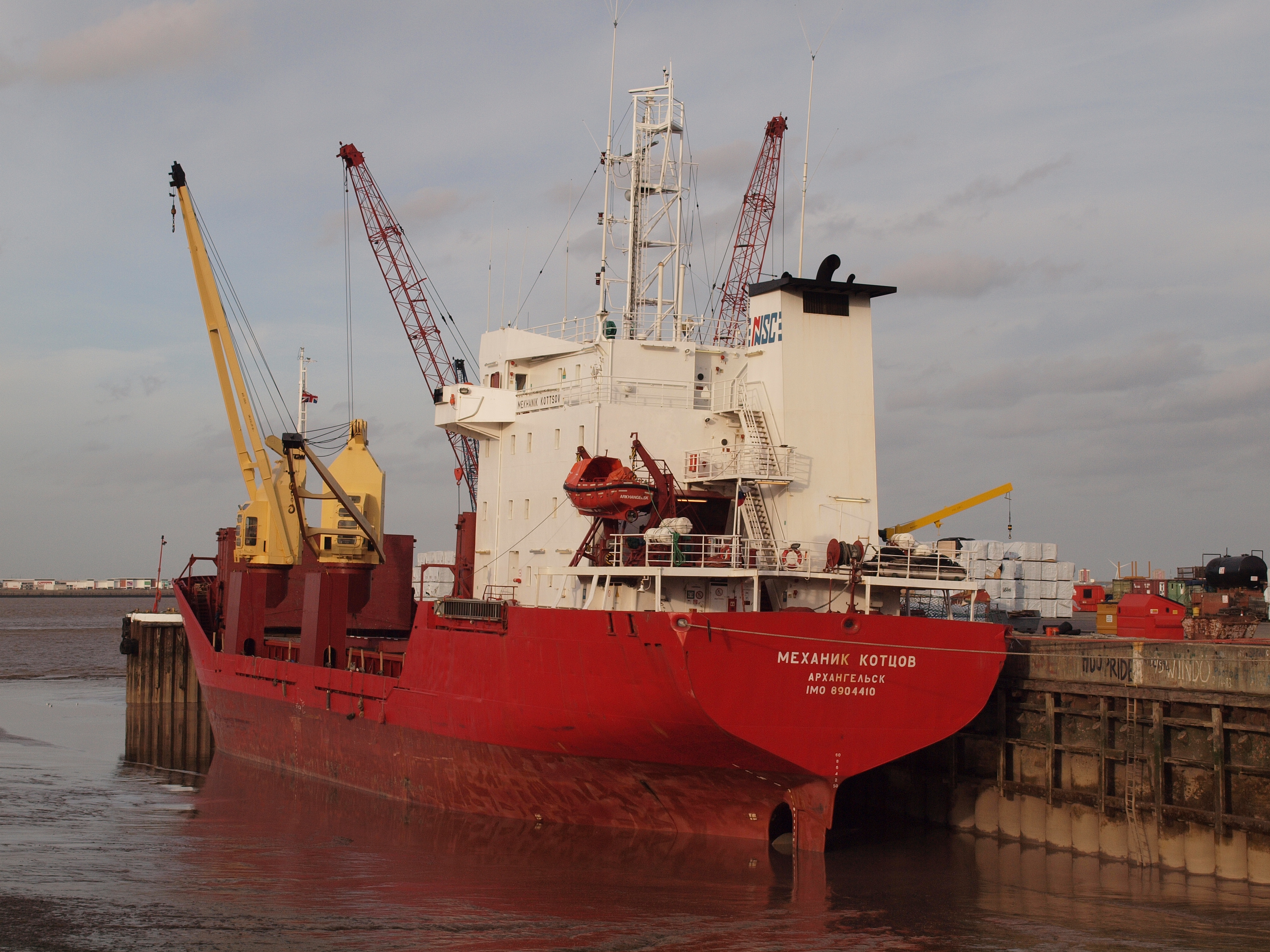
Номер ИМО (третья надпись сверху) на судне «Механик Котцов»

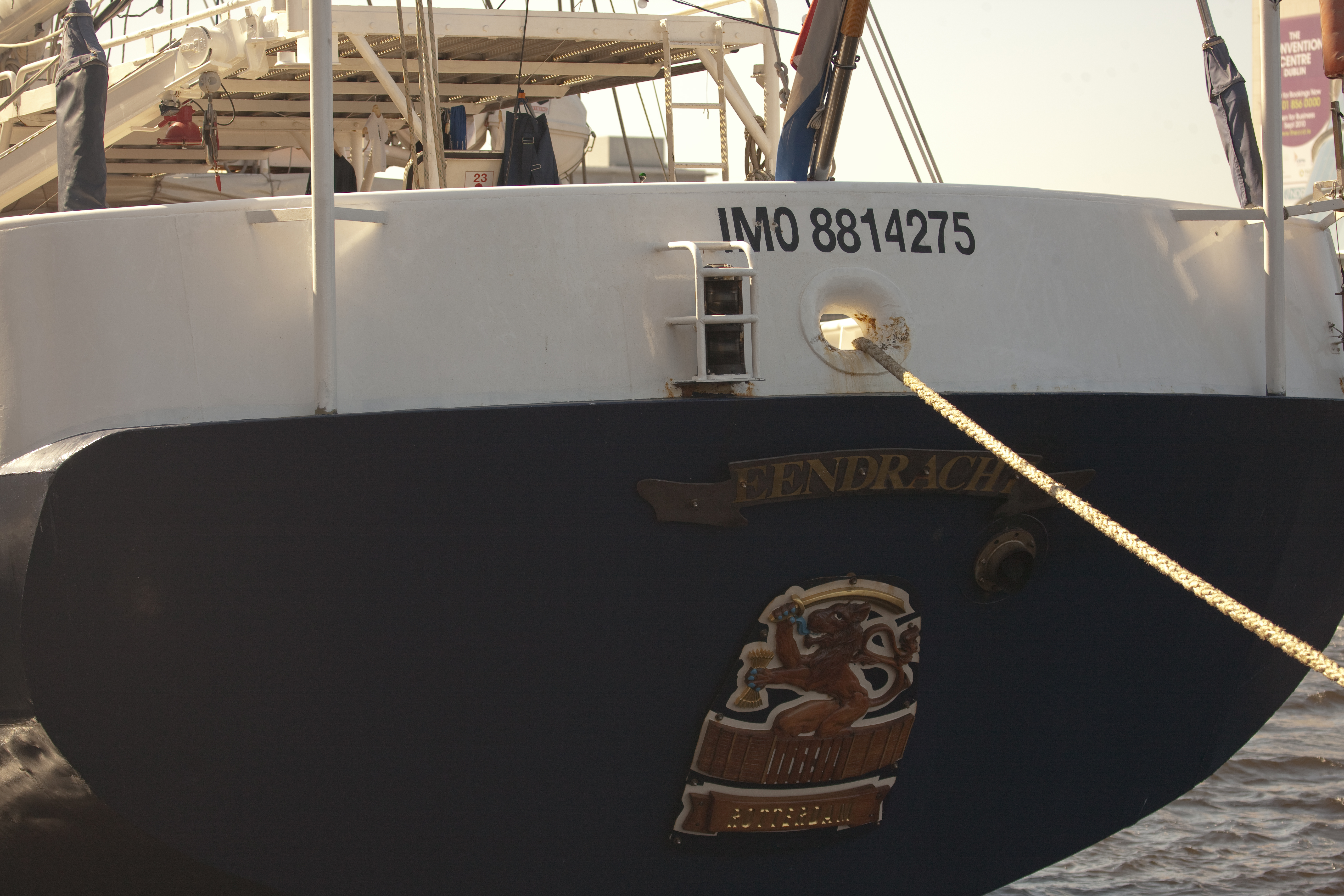
«ИМО 8814275» на Конкорде

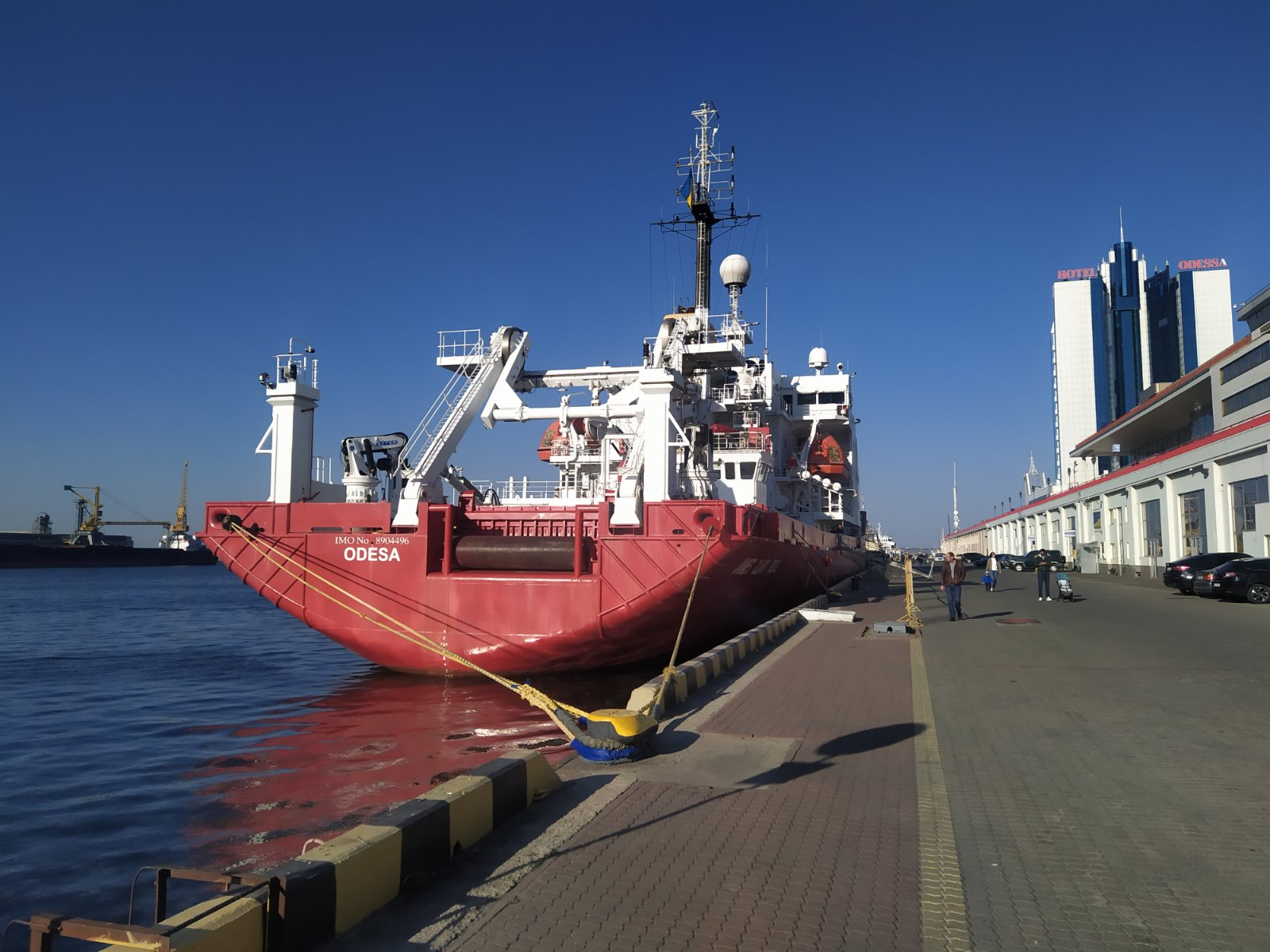
Номер IMO на судне «Ноосфера» (до 2021 — RRS James Clark Ross). Одесса, октябрь 2021 года.

Номер ИМО — уникальный идентификатор судна. Он был введён Международной морской организацией в 1987 году для повышения безопасности, предотвращения загрязнения окружающей среды и морского мошенничества. Номер ИМО остаётся связанным с корпусом судна на протяжении всего времени его существования, независимо от изменения названия, флага или владельца судна.

## История
Номер ИМО введён Международной морской организацией (ИМО) в 1987 году через принятие резолюции A.600(15) как мера, направленная на «морскую безопасность, предотвращение загрязнения и обеспечение предотвращения морского мошенничества». Этот номер должен оставаться неизменным при переходе судна под другой флаг и быть указан в сертификате судна.
В 1994 году принято постановление СОЛАС XI/3, которое делало номер ИМО обязательным и устанавливало критерии его применения для пассажирских судов валовой вместимостью от 100 тонн и всех грузовых судов валовой вместимостью от 300 тонн. Реализация схемы стала обязательной с 1 января 1996 года. В 2013 году ИМО приняла резолюцию A.1078(28), чтобы позволить добровольное применение схемы для рыболовных судов валовой вместимостью от 100 тонн.

## Структура
Номер ИМО состоит из трёхбуквенной латинской аббревиатуры «IMO», за которой следует число из семи цифр. Первые шесть из них являются уникальным порядковым номером судна, а седьмая цифра — контрольная. Целостность номера ИМО может быть проверена по его контрольной цифре. Это производится путём умножения каждой из первых шести цифр на множитель от 2 до 7, соответствующий их позиции считая справа налево. Полученные числа суммируются и последняя цифра суммы должна совпадать с контрольной цифрой. Например, для IMO 9311622 (танкер «Владимир Тихонов»): (9×7) + (3×6) + (1×5) + (1×4) + (6×3) + (2×2) = 112 — выделенная цифра 2 совпадает с последней цифрой в номере, следовательно, он — целостный.

## Применение
Согласно постановлению SOLAS XI-1/3 номер ИМО должен быть постоянно обозначен на видном месте на корпусе судна или надстройке. Пассажирские суда должны иметь обозначение номера на горизонтальной поверхности, видное сверху. Номер ИМО также должен быть обозначен внутри судна. Номер ИМО присваивается морским торговым судам валовой вместимостью от 100 тонн в момент закладки киля организацией «IHS Maritime» (ранее известной как «Lloyd’s Register-Fairplay»). Исключение представляют следующие типы судов:
- суда без механических средств движения;
- прогулочные яхты;
- суда специального обслуживания (например, плавучие маяки, поисково-спасательные суда);
- саморазгружающиеся баржи;
- суда на подводных крыльях и на воздушной подушке;
- плавучие доки и сооружения, классифицированные сходным образом;
- военные корабли и военные транспорты;
- деревянные суда.